# ラジオメーター効果

回転する羽根

ラジオメーター効果（ラジオメーターこうか）は、クルックスのラジオメーターにおいて、暖められた面と周囲の気体との相互作用によって羽根車が回転する現象である。

## 原理
ラジオメーター効果を見ることができるのは、羽根の片面を白く、片面を黒く塗った羽根車に赤外線を含む光をあてると回転する実験器具（クルックスのラジオメータとよばれる）で、光の吸収の大きい黒く塗った面がより暖められ、羽の両面に温度差が生じ、それぞれ表面に触れ温められ膨張した気体が対流を起こし、その反作用により回転力が発生する。また冷蔵庫に入れた直後や、氷をガラス面に押し当てると羽根車が逆に回転する。

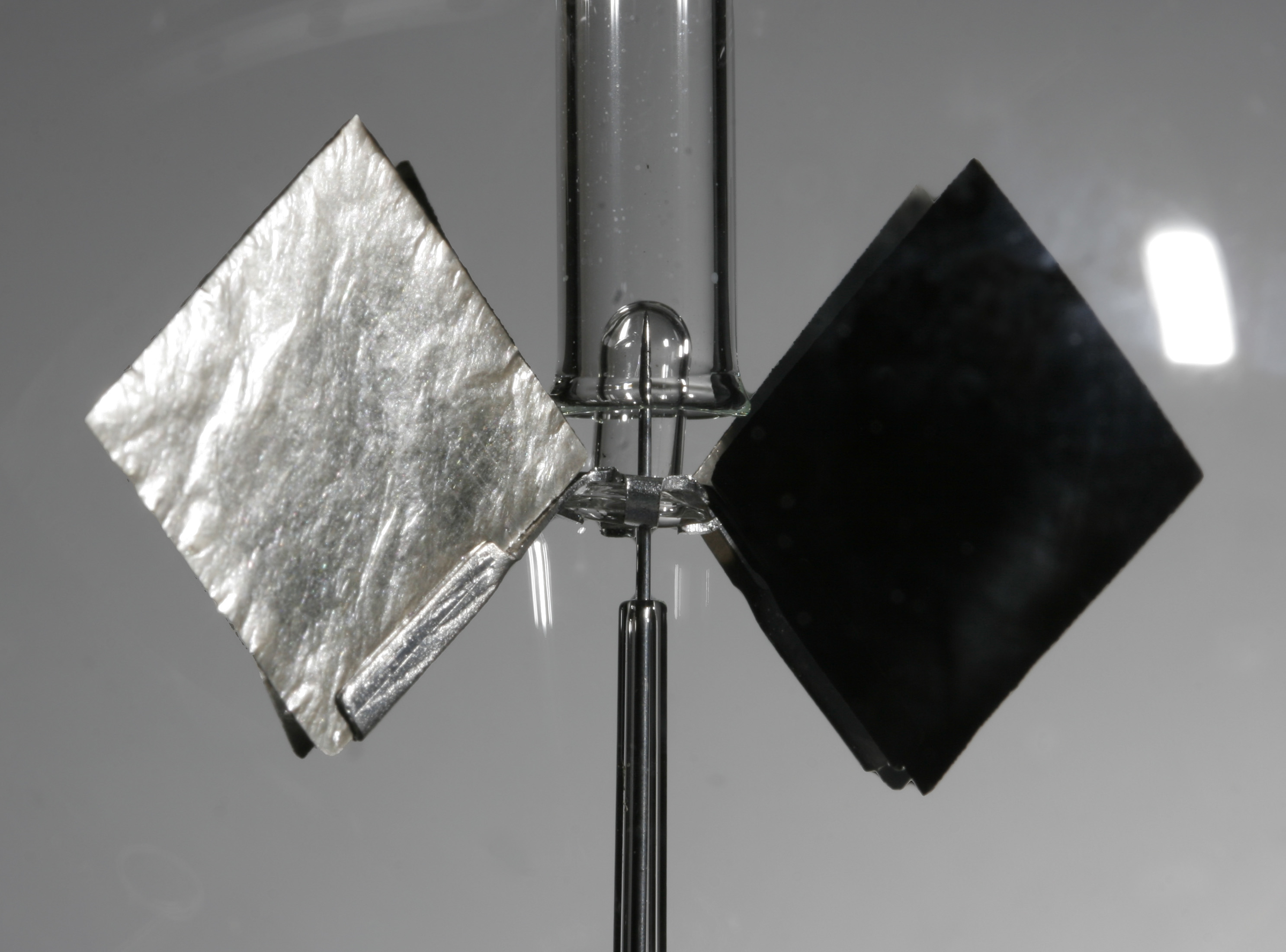
内部の羽根車、黒い面が押されて後退する

## クルックスのラジオメーター

クルックスのラジオメーター

クルックスのラジオメーター(クルックス放射計)とは透明なガラス容器内に複数の羽根を備えた羽根車を針で支持しただけの簡単なものである。太陽光や強い光にさらすと中にある羽根車が勢いよく回り出す。かつては機械的な光度計に用いられたが、現在では専ら観賞用として用いられる。
クルックスのラジオメーターは2つの特徴がある。
- ガラス容器の中が低圧になっていること(真空ではない)。
- 羽の片面が黒塗り(またはそれに準じる赤外線を吸収する面)、他面が白塗り(またはそれに準じる赤外線を吸収しない面)になっていること。

## 誤った原理説明

### 放射圧による駆動説
よく取り上げられるのはウィリアム・クルックスの羽根車の実験（陰極線のなかに置かれた羽根車があたかも電子の衝突の力によって回転するように見える実験）の力の主因（放射圧）であるという間違った話題である。ただしクルックス放射計と似たようなニコルズ放射計は放射圧によるものである。

### 熱振動に衝突した気体分子による反作用説
光によって温められた黒い面の分子に接触した気体分子により、より大きな運動量を与えられるために、その反作用の差によって羽根車は回転する力を得る。衝突の回数が増すので気体分子の数が多いほうが回転する速さが増す。と説明されたが、実際には熱膨張により気体分子と衝突する分子の総数が減少し合計の力は変わらないため回転力は発生しない。

### 熱応力によるエッジ力説
ラジオメータの羽根の場合ある一点にとその周りで気体の温度が一定ではないとき、その点から平均自由行程程度離れたところから飛んでくる分子の速さが方向によって異なることによって、エッジ力が誘発される。またエッジ力は温度差が大きければ大きいほど熱応力が働くので羽では大きな熱応力によるエッジ力で回転していると考えられていた。